# شهرستان کوستوپیل
شهرستان کوستوپیل (به لاتین: Kostopil Raion) یک شهرستان در اوکراین است که در استان ریونه واقع شده‌است. شهرستان کوستوپیل ۱٬۴۹۶ کیلومتر مربع مساحت و ۶۴٬۳۹۵ نفر جمعیت دارد.